# Nephargynnis cleoxanthe
Nephargynnis cleoxanthe är en fjärilsart som beskrevs av Holzinger 1971. Nephargynnis cleoxanthe ingår i släktet Nephargynnis och familjen praktfjärilar. Inga underarter finns listade i Catalogue of Life.